# John Tangi
Pour les articles homonymes, voir Tangi.
Le pasteur John David Tangi est un homme politique des îles Cook né le 13 novembre 1950 à Alofi sur l'île de Niue et mort le 1er août 2018.

## Formation
Il fait ses études primaires à la Nikao Primary School et l'Avarua primary schools, puis secondaires au Tereora College et la Niue Island High School.  Il entame ensuite des études supérieures à l'Université du Pacifique Sud des Îles Fidji où il obtient un  Bachelor of Arts et un diplôme de gestion agricole (1978-1981). Il complète sa formation avec des études en théologie (1990-1992) et un diplômes en administration publique à l'université de Massey en Nouvelle-Zélande (1997)

## Vie professionnelle
John Tangi fait l'essentiel de sa carrière dans l'administration des îles Cook à divers postes (radio opérateur, officier au plan, au ministère de l'intérieur...).  D'août 1985 à juin 1989, il obtient également un poste à Nouméa (Nouvelle-Calédonie) en tant que chargé de mission pour la jeunesse à la Communauté du Pacifique Sud

## Carrière politique
Il est élu pour la première fois dans la circonscription de Tupapa-Maraerenga lors des élections anticipées de septembre 2006 sous l'étiquette du Democratic Party.

## Vie personnelle
Il épouse en juin 1985 Makiroa Tauira Maka Kea. Il est le père de trois enfants, deux fils, Tukatara (issu d'un premier mariage avec Takau Gustave), Norman Niutose et une fille, Kimi Chanel.

## Divers
John Tangi porte le titre coutumier de Itaaka Rangatira. En tant que tel, il est également le porte-parole (va'a tuatua) des Makea Vakatini Ariki. Il est également pasteur de l'Église des Assemblées de Dieu